# 奧古斯都拱門 (法諾)

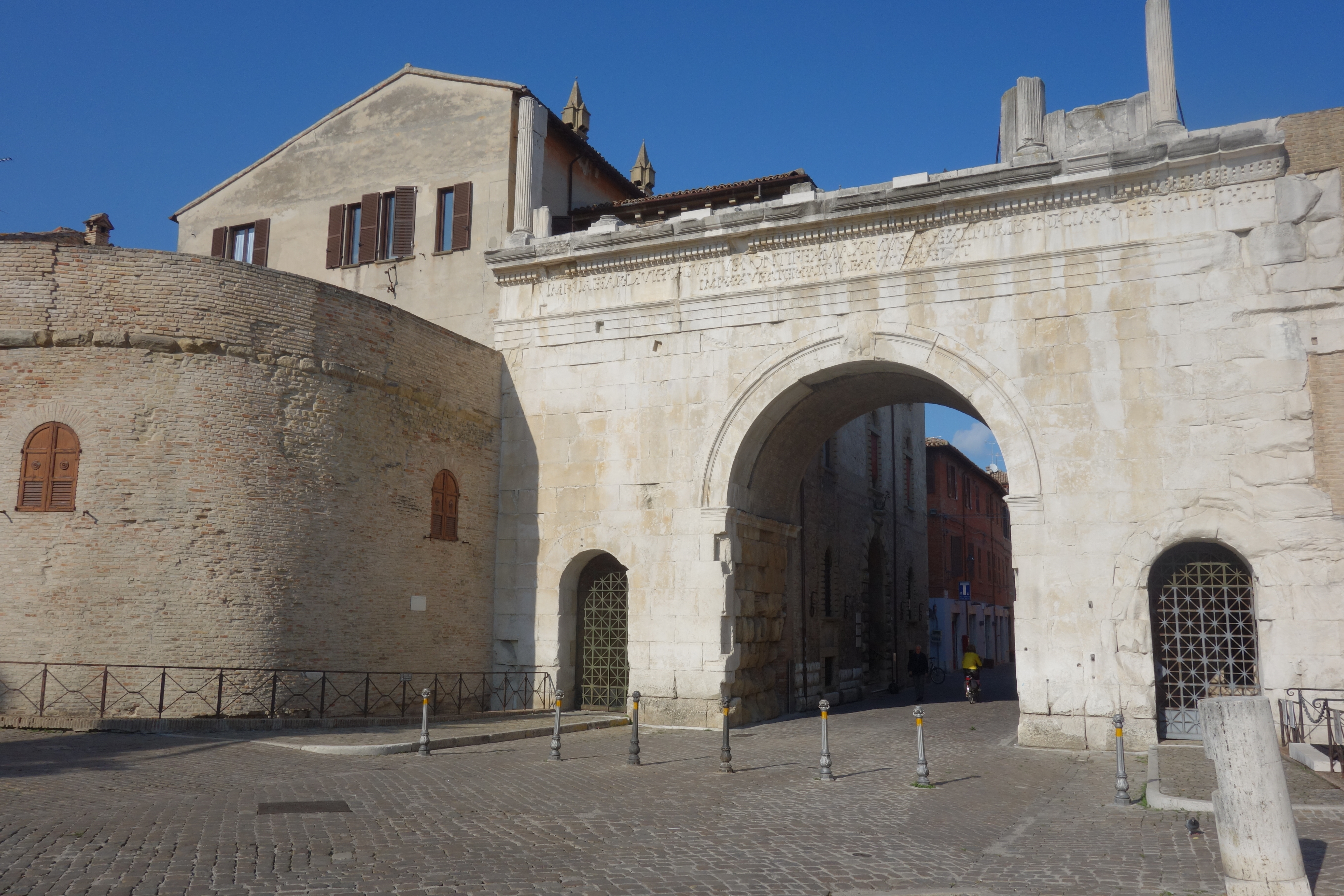
奧古斯都拱門

奧古斯都拱門是義大利城市法諾的一座城門，也是一座凱旋門。奧古斯都拱門也是自弗拉米尼亞大道進入城市的入口。這座拱門有三個門拱，是法諾的城市象徵之一。君士坦丁大帝時期，拱門上雕刻了新的銘文。